# Хмельовка (Голишмановський міський округ)
Хмельо́вка (рос. Хмелёвка) — присілок у складі Голишмановського міського округу Тюменської області, Росія.
Населення — 57 осіб (2010, 78 у 2002).
Національний склад станом на 2002 рік:
- росіяни — 86 %